# Gimnastyka na Letnich Igrzyskach Olimpijskich 2012 – skoki na trampolinie kobiet
Skoki na trampolinie kobiet na Letnich Igrzyskach Olimpijskich 2012 rozegrane zostały 4 sierpnia w hali The O2.

## Terminarz
| Data            | Godzina |            |
| --------------- | ------- | ---------- |
| 3 sierpnia 2012 | 15:00   | Eliminacje |
| 3 sierpnia 2012 | 16:26   | Finał      |

## Wyniki

### Kwalifikacje
| Pozycja | Zawodnik            | Układ obowiązkowy | Układ dowolny | Kara | Łącznie | Uwagi |
| ------- | ------------------- | ----------------- | ------------- | ---- | ------- | ----- |
| 1.      | He Wenna            | 48.860            | 56.640        |      | 105.500 | Q     |
| 2.      | Huang Shanshan      | 48.499            | 56.260        |      | 104.759 | Q     |
| 3.      | Taciana Piatrenia   | 48.785            | 55.970        |      | 104.755 | Q     |
| 4.      | Rosannagh Maclennan | 48.230            | 56.220        |      | 104.450 | Q     |
| 5.      | Karen Cockburn      | 47.900            | 56.045        |      | 103.945 | Q     |
| 6.      | Luba Golowina       | 47.805            | 53.935        |      | 101.740 | Q     |
| 7.      | Savannah Vinsant    | 46.400            | 54.955        |      | 101.335 | Q     |
| 8.      | Wiktorija Woronina  | 47.150            | 53.845        |      | 100.995 | Q     |
| 9.      | Katherine Driscoll  | 46.335            | 54.650        |      | 100.985 |       |
| 10.     | Anna Dogonadze      | 46.540            | 53.830        |      | 100.370 |       |
| 11.     | Ana Rente           | 47.265            | 53.010        |      | 100.275 |       |
| 12.     | Yekaterina Xilko    | 47.240            | 52.050        |      | 99.290  |       |
| 13.     | Andrea Lenders      | 46.270            | 51.845        |      | 98.115  |       |
| 14.     | Ayano Kishi         | 45.745            | 52.240        |      | 97.985  |       |
| 15.     | Zita Frydrychová    | 44.345            | 32.215        |      | 76.560  |       |
| 16.     | Maryna Kjiko        | 41.940            | 31.520        |      | 73.460  |       |

### Finał
| Pozycja | Zawodnik            | Trudność | Wykonanie | Lot    | Kara | Łącznie |
| ------- | ------------------- | -------- | --------- | ------ | ---- | ------- |
| złoto   | Rosannagh Maclennan | 15.400   | 25.600    | 16.305 |      | 57.305  |
| srebro  | Huang Shanshan      | 15.000   | 25.400    | 16.330 |      | 56.730  |
| brąz    | He Wenna            | 14.800   | 24.800    | 16.350 |      | 55.950  |
| 4.      | Karen Cockburn      | 14.800   | 25.000    | 16.060 |      | 55.860  |
| 5.      | Taciana Piatrenia   | 14.400   | 25.200    | 16.070 |      | 55.670  |
| 6.      | Savannah Vinsant    | 14.500   | 24.400    | 16.065 |      | 54.965  |
| 7.      | Luba Golowina       | 14.400   | 23.100    | 15.425 |      | 52.925  |
| 8.      | Wiktorija Woronina  | 6.100    | 9.200     | 6.615  |      | 21.915  |